# 想受滅定
想受滅，又稱為想知滅、想受滅定、灭受想定、滅正受，即滅盡定，或稱增上想滅智定（abhisaññanirodha-sampajāna-samāpatti），佛教術語，為等至的一種，在這個三昧境界中，身行、語行、意行皆停止，其中意行滅即想與思滅。是八解脫之一，在九次第定中，位於語行滅的第二禪和身行滅的第四禪之後，說一切有部等認為，在此定境中，除去一切心、心所法，與無想定併稱為二無心定。

## 概論
滅盡定屬於無心三昧，類似於無想定，在這種三昧中，思想停止，心與心所都沒有活動。其外在的表現趨近於死亡，只剩下體溫及細微的呼吸。
修行禪定，最初的初禪、二禪、三禪、四禪、與無所有定，因為想的作用還在，皆稱為有想定。經由禪定修行，觀『想』如病如癰如箭，使『想』停止，進入的這個三昧境界，稱為無想定。若進一步使受與想都停止，稱為滅受想定。
佛教認為，這種三昧特屬於佛教修行者，只有證阿那含果或阿羅漢果的修行者可以進入此定。

## 各種見解
說一切有部說為：在滅盡定中已無一切心、心所法。只要仍有心所法存在，就不能說是寂靜。世友與法救認為菩薩不入滅盡定。
經量部認為，在滅盡定中，只除去受、想二蘊，仍存有細微意識（細心）。
大乘佛教認為，滅盡定為學習般若波羅蜜空之後進入的定境。

## 現代考證
印順法師認為，佛教論師在部派佛教時期由無相心三昧進一步細分出非想非非想處定，滅盡定，無想有情與無想定等。根據出定時的差異，區分出滅盡定與無想定的不同。

## 註解
1. ↑  
《雜阿含經·四七四經》：「佛告阿難：……阿難！我以諸行漸次寂滅故說；以諸行漸次止息故說：一切諸受，悉皆是苦。……佛告阿難：初禪正受時，言語止息；二禪正受時，覺觀止息；三禪正受時，喜心止息；四禪正受時，出入息止息。空入處正受時，色想止息；識入處正受時，空入處想止息；無所有入處正受時，識入處想止息，非想非非想入處正受時，無所有入處想止息。想受滅正受時，想受止息，是名漸次諸行止息。……佛告阿難：於貪欲，心不樂、解脫；恚、癡，心不樂、解脫，是名勝止息、奇特止息、上止息、無上止息，諸餘止息，無過上者。」
2. ↑  
《中阿含經·根本分別品·意行經》：「比丘，度一切非有想非無想處，想知滅，身觸成就遊，慧見諸漏盡斷智。彼諸定中，此定說最第一、最大、最上、最勝、最妙。……得此定，依此定，住此定已，不復受生、老、病、死苦，是說苦邊。」
3. ↑  . foxue.51240.com.   [2019-04-06]. （原始内容存档于2019-04-06）.
4. ↑  
《大毘婆沙論》：「問：滅盡定自性云何？答：不相應行蘊為性，是彼攝故。界者，在無色界。地者，在根本非想非非想處地。問：何故下地無此定耶。答：……又、滅盡定，滅極細心、心所故得，下地不順極細心、心所滅。……問：滅盡定中，滅一切心、心所法，何故但言想、受滅，不說心等？答：譬喻者說，此定有心，唯滅想、受。問：今不問彼，但問說無心者，何故爾耶？答：說想、受滅，顯餘亦滅，非餘相應法離想、受起故。……問：心平等，說名等至，此中無心，云何名等至？答：等至有二，一、令心平等，二、令大種平等。無想、滅盡定，雖斷平等心，令不相續，而引平等大種，令現在前，故名等至。」
5. ↑  
《雜阿含經·五六八經》：「有質多羅長者，……白尊者伽摩比丘：所謂行者，云何名行？伽摩比丘言：行者，謂三行，身行，口行，意行。……出息、入息，名為身行。有覺、有觀，名為口行。想、思，名為意行。……想、思是意行，依於心，屬於心，依心轉，是故想、思是意行。……想、思是心數法，依於心，屬於心，想轉，是故想、思名為意行。……滅盡定者，身、口、意行滅，不捨壽命，不離於暖，諸根不壞，身命相屬。」
6. ↑  《大智度論》卷47：「無心三昧者，即是滅盡定，或無想定，何以故？佛自說因緣，入是三昧中，諸心、心數法不行。」
7. ↑  《雜阿含經》卷20：「若死，若入滅盡正受有差別不？答：『捨於壽、暖，諸根悉壞，身命分離，是名為死。滅盡定者，身口意行滅，不捨壽命，不離於暖，諸根不壞，身命相屬，此則命終入滅正受差別之相。』」
8. ↑  《顯揚聖教論》卷1：「無想定者，謂已離遍淨欲，未離上地欲。觀想如病如癰如箭，唯無想天寂靜微妙。由於無想天起出離想，作意前方便故，不恒現行心心法滅性。」
9. ↑  印順《大乘廣五蘊論講記》：「修定，佛法可有兩種定：一種叫有想定，一種叫無想定。起初修的初禪、二禪、三禪、四禪，乃至於一直到無所有定，都叫有想定，都有「想」。有想的，就有一個印象。再到上面去，就叫無想定，沒有「想」的。三果聖者到阿羅漢、佛，是滅受想定，受、想都滅了，這是最高的境界。」
10. ↑  《大毘婆沙論》卷153：「問：菩薩為入滅盡定不？尊者世友說：不能入。契經說，為聖者定故，若菩薩能入者，亦應名異生定。」
11. ↑  《大毘婆沙論》卷153：「菩薩不能入滅盡定，以諸菩薩雖伏我見不怖邊際滅，不起深坑想，而欲廣修般羅若故，於滅盡定心不樂入，勿令般若有斷有礙故，雖有能而不現入，此說菩薩未入聖位。」
12. ↑  玄奘譯《大毘婆沙論》卷152：「謂譬喻者、分別論師，執滅盡定細心不滅。彼說：無有有情而無色者，亦無有定而無心者。若定無心，命根應斷，便名為死，非謂在定。」
13. ↑  《大智度論》卷64：「是人離一切世間法，故無有憂愁苦惱；得世間事不以為喜，失世間事不以為憂，所謂常不離如所說般若波羅蜜行。若人少時應行，後還失者，宜須守護；若常不離如所說般若波羅蜜，則不須守護。如伽羅夜叉，以拳打舍利弗頭，舍利弗時入滅盡定，不覺打痛。般若波羅蜜氣分，即是滅盡定，是故若人若非人，不能得便。略說二種因緣，不須守護，若人若非人不得便：一者、從身乃至一切諸法，皆厭離，無我，無我所故，皆無所著，如斬草木，不生憂愁；二者、得上妙法故，為十方諸佛菩薩諸天守護。 」
14. ↑  印順《空之探究》第一章：「依無相心三昧，演化出非想非非想處定（及報處），滅盡定以外，還有無想有情（asaññasatta）、無想定。無相心三昧不作意一切相，也就是不起一切想。《長部．大緣經》立七識住與二處，二處是無想有情處與非想非非想處。無想定與滅盡定相似，所以從起定時的差異，而加以分別。七識住與二處，綜合起來，名為九有情居。依《長部．波梨經》說：傳說中的世界起源說，其中『無因論』者，是從無想有情死沒而來生的，所以說無因而有。無想定與無想有情，可能外道有類似無想的修驗與傳說，佛法為了要給以應有的解說，才從無相定、滅盡定中分出，位居四禪廣果天上。這是成立要遲一些。」